# 新成长的烦恼
《新成长的烦恼》，是一部流行的美国儿童电视剧，于2001年至2004年在迪士尼频道播出。该剧目标受众群体为青春期前儿童。该剧由泰莉·敏斯基Terry Minsky策划。该剧独具创造性的混合媒体形式从众多迪士尼频道节目中脱颖而出，在播出期间成为频道中的旗舰级节目。该剧制片人史坦·罗格说这部电视剧的视觉效果有些受到《罗拉快跑》的影响。
2019年，迪士尼该剧在停播第16年后宣布续订第三季，并将在Disney+播出。不過後來在2020年12月表示該計畫取消。

## 主演

### 主要角色
- 伊丽莎白·布鲁克·“莉琪”·迈奎尔（Elizabeth Brooke "Lizzie" McGuire，希拉里·达夫饰）是一个有时尚意识的七年级学生，在第二季中是八年级学生。她每天面临各种问题，例如如何打扮自己让伊桑·克拉夫特注意她，或如何对付她的敌人（如凯特等）。
- 动画利齐（由达夫配音）——被大家称为通·利齐（Toon Lizzie）或卡通利齐——代表利齐的思想。
- 大卫·泽菲尔·“戈多”·戈登（David Zephyr "Gordo" Gordon，* 亚当·藍伯格（英语：Adam Lamberg）饰）是利齐一岁起的好朋友。他经常会有讽刺和好的建议。他很聪明并且总能得到好成绩。在第一季中他举行了一个巴米兹瓦（犹太成人仪式），显示出了他的犹太信仰。
- 米兰达·伊莎贝拉·桑切斯（Miranda Isabella Sanchez，拉莱恩（英语：Lalaine）饰）是利齐的另一个好朋友，与其他两个共同组成了故事的主人公三人组。在三个人中，她也是较叛逆的。但每次的结果都是利齐接受她的归来。她并未出现在该剧的最后六集以及《平民天后》电影中。
- 马修·“麥特”·迈奎尔（Matthew "Matt" McGuire，杰克·湯瑪斯（英语：Jake Thomas）饰）是利齐的弟弟。作为一个定型角色，他总是会破坏一些东西。麥特聪明且足智多谋，并因为总卷入麻烦而获得了一个坏名声。
- 山謬·“萨姆”·迈奎尔（Samuel "Sam" McGuire，罗伯特·卡拉丹（英语：Robert Carradine）饰）是利齐的父亲。他有些愚钝（但也不是沒有精明的時候）并总努力让每个人感觉好些。
- 喬安妮·“乔”·迈奎尔（Joanne "Jo" McGuire，哈莉·托德（英语：Hallie Todd）饰）是利齐的母亲。十分具有智慧和洞察力，她总试图让利齐的生活更好些，也往往會有效果。

### 次要角色
- 凱特琳·“凯特”·桑德斯（Katherine "Kate" Sanders，阿什利·布里劳特（英语：Ashlie Brillault）饰），利齐的学校裡最有名的女孩。她曾经是利齐的好朋友，在一次夏令营后，凯特因为得到了一幅胸罩而变得有名，从而和利齐变成了敌人。凯特喜欢将利齐的生活搞糟，但利齐却总能智胜凯特并取得好的结果，不過，雙方並非全然的敵人。
- 伊桑·克拉夫特（Ethan Craft，克莱顿·辛德尔（英语：Clayton Snyder）饰）是一个受到利齐、米兰达、甚至凱特以及其余学校裡的女生迷恋的男孩。他并不聪明但对每个人都很友善。在第一季中，他近乎被描绘成了一个坏孩子。例如，他时常要求戈多做戈多自己并不想做的事情。
- 勞倫斯·“賴瑞”·塔吉曼三世（Lawrence "Larry" Tudgeman III，凱爾·唐斯（英语：Kyle Downes）飾）是一個經在學校被排擠的怪胎。在某種程度上，他的怪異行為會讓其他同學作噁。在聰明方面上，他的敵人是戈多，在第二季中，他喜歡上了米蘭達。
- 克萊爾·米勒（Claire Miller，達維達·威廉斯（英语：Davida Williams）飾），凱特的新好朋友，她嫉妒凱特與利齐和米蘭達之間的友誼。
- 藍尼·奧納西斯（Christian Copelin，克里斯蒂安·科普林飾），麥特最好的朋友，不會說話。
- 梅林娜·比安科（Melina Bianco，卡莉·施羅德（英语：Carly Schroeder）飾），麥特最好的朋友，喜歡給他製造麻煩。
- 迪格老師（Digby "Mr. Dig" Sellers，小艾維·羅威（英语：Arvie Lowe Jr.）飾），利齐的学校代課老師，她認為他很酷又幽默。
- 艾咪·桑德斯（Amy Sanders，海莉·朵芙（英语：Haylie Duff）飾），凯特的表姐。

### 动画莉琪

动画莉琪扛着一个地球仪

动画莉琪是剧中一个动画形象。它代表了主人公利齐的内心想法，向观众直接传递利齐的思想方式。本剧并不是第一个使用这种动画方式来表现真人表演的角色的内心想法的电视剧，之前一部加拿大电视剧《Student Bodies》也曾有过类似的形式。动画利齐由这部电视剧的主演希拉里·达夫配音。

## 集數
| 季數   | 集数   | 集数   | 首播日期      | 首播日期      |
| 季數   | 集数   | 集数   | 首映          | 季终          |
| ------ | ------ | ------ | ------------- | ------------- |
| 1      | 31     | 31     | 2001年1月12日 | 2002年1月18日 |
| 2      | 34     | 34     | 2002年2月8日  | 2004年2月14日 |
| 電影版 | 電影版 | 電影版 | 2003年5月2日  | 2003年5月2日  |

## 概要
正如英文标题（Lizzie McGuire）所言，这部电视剧讲述的是关于利齐·迈奎尔以及她的和两个好朋友米兰达和戈多的國中冒险旅程的故事。他们的故事从应付疯狂的老师到解决厌食症的问题等等，被以轻度幽默的形式演绎出来。每集都围绕一个不同的故事展开，而这些故事则是从美国青少年日常生活中可能遇到的问题中选取的。虽然电视剧将三个人之间的关系描写成近乎平等，但利齐和戈多总是互相有某种的吸引力。然而当他们互相了解了他们的生命经历（在利齐出生一天时就见到戈多），他们还是希望能够保持朋友的关系。但在第二季中，戈多最终承认自己喜欢利齐，利齐以一个吻回应了他。
每集都包含一个关于马特的次要剧情，而他的朋友藍尼·奥纳西斯（Lanny Onasis，克里斯蒂安·科普林饰）以及梅林娜·比安科（Melina Bianco ，卡莉·斯科里德尔饰）则与他一起组成剧情。兰尼有几分像马特的同伙，并从未让人听见他说话的声音，但似乎每次他都可以用眼神和向马特无碍地传递信息。梅林娜不太像个朋友，经常会指责、命令马特并从中获益，但有時會作為馬特，甚至莉琪的軍師。在全剧尾声之时，她成了马特的女朋友。
在大部分集的结尾都会有一个花絮部分。其中甚至有卡通利齐的花絮出现。

## 历程
参见利齐·迈奎尔相关唱片。
《新成长的烦恼》是一部以青春期少年生活和学习为主题的电视剧。该剧以少女利齐·迈奎尔和她的同学米兰达、戈多的校园经历为主线，以利齐的弟弟马特和父母的故事为副线，用轻喜剧的方式生动、幽默地向观众展示了美国中学生的生活状况和情感历程。十几岁孩子的那些不安分的小动作、口中说的时髦语言、个性鲜明的行为举止，以及青少年朋友之间的小矛盾等，许许多多发生在女主角利齐·迈奎尔身边的趣事和青春期少男少女特有的尴尬、痛苦与挫折，都将成为本剧吸引青少年观众的收视法宝。2001年，《新成长的烦恼》一经播出便取得了很好的收视效果，一跃成为美国家喻户晓的热播剧，利齐·迈奎尔平民化的亲善形象也随之深入人心。2002年和2003年，该剧连续两年被全美儿童评选为“最喜爱的电视剧”。不仅如此，艾美奖也曾两次提名它为“杰出儿童节目”。到了2004年，根据迪士尼的65集政策，《新成长的烦恼》不得不于连续播出2部后在观众的惋惜声中画上了句号，但凭借在美国国内取得的斐然成绩，《新成长的烦恼》的制作人又陆续将其推向国际市场。这部剧先后在澳大利亚、阿根廷、中国等地热播，良好的口碑，令人称羡的国际声誉，成为该剧在全球赢得高收视率的保证。在剧中扮演利齐·迈奎尔的小演员希拉里·达夫是好莱坞著名的童星。她6岁便立志进军演艺圈，10岁时就在电视剧《真正的女人》中出演了第一个角色。1999年，她因为电视剧《灵魂收集者》中的精彩表演被授予“年轻艺术家”奖。出演《新成长的烦恼》时，希拉里刚刚15岁，她以纯熟的演技塑造了单纯活泼的利齐，略带滑稽的表演令观众忍俊不禁。这个角色使她的表演生涯迈上了一个新台阶，也使她获得了国际明星的身份。在《新成长的烦恼》中的另一位小主角名叫拉莱恩，她扮演利齐的好朋友米兰达。拉莱恩和希拉里·达夫同龄，大大的黑眼睛和满头黑发标志着家族中的亚洲血统。拉莱恩在12岁的时候被星探发现，签约出演舞台剧《悲惨的人们》。后来，她被导演选中加盟《新成长的烦恼》剧组，扮演诚实可爱的米兰达，赢得了观众的普遍喜爱，曾经三次被提名“青年艺术家”的最佳表演奖。

## 细节
- 剧中戈多与其他两个好朋友同龄，而出演戈多的亚当·拉姆伯格却比达夫、辛德尔大出三岁。
- 饰演米兰达的演员拉莱恩并未在第二季的最后几集中出现。有传闻指她开始专心于他的音乐事业因此离开摄制组。虽然不再在荧幕上出现，在故事线中米兰达仍被提及：起先说她病了不能来学校，后来说她到墨西哥度假并看望她的姨妈。
- "When Mom Attack"一集中，两队名称是Tagi和Pagong，这与美国电视节目幸存者：婆罗洲中的两队名称相同。
- 每一集内会有一个蒙太奇。
- 根据埃斯纳时期迪士尼的「65集政策」，该剧在第二季（65集）后停拍。之后于2019年宣布续订第三季并将于2020年在Disney+播出，但考虑到距离第二季完结已经时隔近16年，故第三季将改为以利齐成年后的故事为中心。

## 相关产品
一部根据该剧改编的电影《平民天后》（The Lizzie McGuire Movie）于2003年5月3日公映。公映当周即登上了北美票房排行第二的位置。
利齐·迈奎尔的形象仍然被迪士尼用于各种商品中，尤其见于大量的书籍（包括小说化的每集剧情书籍）等。2002年甚至由Dakin Toys公司出品了一款利齐·迈奎尔玩偶。该公司同样在2002年发行了一款卡通利齐的毛绒玩具。在2003年，财富杂志估测，利齐·迈奎尔带给华特·迪士尼公司近一亿美元的收入。
一些该剧的家庭视频及DVD版本也已在多个国家发行。在美国，一些主要剧集的合集首先发行，稍后一种包含第一季全部22集的DVD套装上市。这个产品被标示为“一卷”，后来又有二至四卷相继上市。到2006年1月时，一套包含全部65集的12张DVD版套装已经在西班牙发售，而另一种将三组22集碟片组合起来的全集套装在澳大利亚和英国有售。
利齐主题的玩具被包括在“2004年麦当劳欢乐餐”系列中，这个系列产品包含了一些与利齐有关的游戏、图像以及利齐故事音频版（并非达夫配音）的CD光盘。
迪士尼也出品了以利齐·迈奎尔为主题的卧室用品儿童套装以及一款名为What Would Lizzie Do?的桌上游戏。已经有三款运行于Game Boy Advance的利齐·迈奎尔游戏上市：利齐·迈奎尔：忙碌中（2003年）、利齐·迈奎尔2：利齐日记（2004年）和利齐·迈奎尔3：回家搞破坏（2005年）。.